# Hochaknalli, Bidar
Hochaknalli là một làng thuộc tehsil Bidar, huyện Bidar, bang Karnataka, Ấn Độ.